# Mac Blagick
Mac Blagick är ett stockholmsbaserat progressivt band med influenser av funk och soul. Deras första självbetitlade album släpptes 2007 på Glenghost/Fuzzurama Records i Europa.
Bandets musik och karaktäristika präglas av den filosofi som utvecklats av sångaren Marino Funketti. I denna livsåskådning finns det tre djurarketyper för män - lejon, svanar och illrar samt skator, kobror och koalor för kvinnor. De fyra musikanterna i Mac Blagick har också varsin så kallade "själsfärg". I januari 2010 släppte bandet sin andra skiva "Ramadawn". Bland de mer uppmärksammade spåren märks socialrealistiska titelspåret "Ramadawn", men också låten "Serbian Woman". Bandet gjorde under 2008 en uppmärksammad fängelseturné på slutna anstalter i Sverige.

## Bandmedlemmar
- Sång - Marino Funketti alias Marino Bozanovic
- Gitarr - Sledge "Hoss" Nelson
- Bas - Clarious Thump
- Trummor - Snipe "viking" Slammer